# Oleria virina
Oleria virina är en fjärilsart som beskrevs av Richard Haensch 1909. Oleria virina ingår i släktet Oleria och familjen praktfjärilar. Inga underarter finns listade i Catalogue of Life.